# Aurora-Klasse (2024)
Die Aurora-Klasse ist eine Klasse von Autotransportern der norwegischen Reederei Höegh Autoliners. Zwei Einheiten wurden 2024 abgeliefert, zehn weitere sind im Bau bzw. geplant. Die Schiffe sind für den Betrieb mit Ammonium bzw. Methanol vorgesehen.

## Geschichte
Der Schiffstyp wurde vom finnischen Schiffsarchitekturbüro Deltamarin entworfen. Die Schiffe werden für die norwegische Reederei Höegh Autoliners auf der chinesischen Werft China Merchants Heavy Industry (Jiangsu) Co. gebaut. Zunächst waren vier Einheiten mit zwei Optionen für jeweils vier weitere Einheiten bestellt. Im April 2022 und Juli 2023 wurden die beiden Optionen in Festbestellungen umgewandelt und eine Option für weitere vier Einheiten vereinbart. Der Bau der Schiffe begann mit dem ersten Stahlschnitt für das Typschiff im März 2023. Das Schiff wurde am 1. August 2024 abgeliefert.
Die Schiffe gelten zur Indienststellung als größte Autotransporter weltweit. Der Bau der Schiffe wird teilweise finanziell durch das norwegische Staatsunternehmen Enova unterstützt, das unter anderem Maßnahmen zur Reduzierung von Treibhausgasemissionen und zur Entwicklung energieeffizienter Lösungen fördern soll, indem insgesamt 255,4 Mio. NOK zur Verfügung gestellt wurden. Ein Teil der Förderung ist dabei explizit für den Bau der Schiffe vorgesehen, die bereits mit einem durch Ammonium betriebenen Antrieb ausgestattet werden.
Die Höegh Aurora als Typschiff der Klasse wurde im April 2025 während der Shippax Ferry Conference mit dem Shippax Award 2025 ausgezeichnet.

## Beschreibung
Die Schiffe werden von einem MAN-Dual-Fuel-Motor des Typs 7S60ME-C10 angetrieben. Der Motor wirkt auf einen Propeller. Die Schiffe sind mit einem elektrisch angetriebenen Bugstrahlruder ausgestattet. Der Antriebsmotor der ersten acht Schiffe der Serie ist für den Betrieb mit Flüssigerdgas und Marinedieselöl konzipiert. Er kann aber auch für den Betrieb mit Ammonium und Methanol angepasst werden. Bei den Folgebauten ist der Antrieb mit Ammonium statt Flüssigerdgas vorgesehen, sofern die nötige Technik dann verfügbar ist. Ziel von Höegh Autoliners ist es, die Emissionen von Treibhausgasen und Luftschadstoffen beim Betrieb der Schiffe so weit wie möglich zu reduzieren.
Für die Stromerzeugung stehen drei von Wärtsilä-Dieselmotoren des Typs 8L20 angetriebene Generatoren zur Verfügung. Weiterhin wurde ein von einem Cummins-Dieselmotor des Typs NT855-M angetriebener Notgenerator verbaut. Neben den Generatorsätzen sind die Schiffe auf dem Oberdeck auf einer Fläche von 1500 m² mit Solarmodulen zur Stromerzeugung ausgerüstet. Die Schiffe sind für die Installation eines Landstromanschlusses vorbereitet, so dass der Bordbetrieb zu einem späteren Zeitpunkt in entsprechend ausgerüsteten Häfen mit Strom aus dem örtlichen Stromnetz versorgt werden kann.
Die Schiffe verfügen über 14 Ro-Ro-Decks, von denen fünf in der Höhe verstellt werden können. Die Ro-Ro-Decks sind über eine Heckrampe zugänglich, die auf der Steuerbordseite seitlich heruntergeklappt werden kann. Die Decks an Bord sind über interne Rampen miteinander verbunden.
Neben Pkw können auch andere Fahrzeuge und rollende Ladungen, beispielsweise Ladungseinheiten auf Rolltrailern, befördert werden. Die Ro-Ro-Decks sind für den Transport schwerer Ladungen wie beispielsweise Projektladungen verstärkt.
Oberhalb der Fahrzeugdecks befindet sich das Deck mit den Einrichtungen für die Schiffsbesatzung. Darauf ist das Brückendeck aufgesetzt. Die Brücke ist über die gesamte Breite geschlossen. Zur besseren Übersicht beim An- und Ablegen und dem Navigieren in engen Fahrwassern gehen die Nocken etwas über die Schiffsbreite hinaus.

## Schiffe
| Aurora-Klasse     | Aurora-Klasse | Aurora-Klasse | Aurora-Klasse                                     |
| Bauname           | Baunummer     | IMO-Nummer    | Kiellegung Stapellauf Ablieferung                 |
| ----------------- | ------------- | ------------- | ------------------------------------------------- |
| Höegh Aurora      | CMHI-269-1    | 9962677       | 7. September 2023 31. Januar 2024 1. August 2024  |
| Höegh Borealis    | CMHI-269-2    | 9962689       | 22. November 2023 22. April 2024 16. Oktober 2024 |
| Höegh Australis   | CMHI-269-3    | 9962691       | 31. Januar 2024 11. Juli 2024 20. Dezember 2024   |
| Höegh Sunlight    | CMHI-269-4    | 9962706       | 22. März 2024 22. August 2024 20. Dezember 2024   |
| Höegh Moonlight   | CMHI-269-5    | 9971252       | 29. April 2024 18. September 2024 5. Juni 2025    |
| Höegh Sunrise     | CMHI-269-6    | 9971264       | 13. Juli 2024 16. November 2024 12. Juni 2025     |
| Höegh Starlight   | CMHI-269-7    | 9971276       | 17. März 2025                                     |
| Höegh Rainbow     | CMHI-269-8    | 9971288       | 16. Mai 2025                                      |
| Höegh Silverlight | CMHI-269-9    | 1035014       |                                                   |
| Höegh Silverstar  | CMHI-269-10   | 1035026       |                                                   |
| Höegh Silvercloud | CMHI-269-11   | 1035038       |                                                   |
| Höegh Silvermoon  | CMHI-269-12   | 1035040       |                                                   |

Die Schiffe fahren unter norwegischer Flagge, Heimathafen ist Oslo.